# 13 Sagittae
Désignations
13 Sagittae (en abrégé 13 Sge) est une étoile variable de cinquième magnitude de la constellation boréale de la Flèche. Elle porte également la désignation d'étoile variable de VZ Sagittae, 13 Sagittae étant sa désignation de Flamsteed. L'étoile présente une parallaxe annuelle de 3,20 mas mesurée par le satellite Hipparcos, ce qui permet d'en déduire qu'elle est distante d'environ 310 pc (∼1 010 al) de la Terre. Elle se rapproche du Système solaire à une vitesse radiale héliocentrique de −17,6 km/s.
| Période (jours) | Amplitude (magnitude) |
| --------------- | --------------------- |
| 36,5            | 0,082                 |
| 39,2            | 0,043                 |
| 51,4            | 0,031                 |
| 65,2            | 0,030                 |

13 Sagittae est une étoile géante rouge de type spectral M4 III — une étoile évoluée qui a épuisé les réserves en hydrogène de son noyau et qui s'est étendue — qui est actuellement sur la branche asymptotique des géantes. Elle est classée comme une variable semi-régulière, dont la magnitude apparente varie entre 5,27 et 5,57. On lui a détecté plusieurs périodes de pulsation (voir tableau ci-contre). Le rayon de l'étoile est environ 186 fois plus grand que le rayon solaire, elle est approximativement 2 200 fois plus lumineuse que le Soleil et sa température de surface est de 3 844 K.
13 Sagittae possède plusieurs compagnons recensés dans les catalogues d'étoiles doubles et multiples. Le plus brillant d'entre eux, désigné HD 351107, est une étoile de classe F0. Tous ces compagnons apparaissent être purement optiques.